# Ooga Booga!
„Ooga Booga!” – piosenka amerykańskiego rapera Ski Mask the Slump Goda, wydana 25 października 2022 r. przez Victor Victor i Republic Records. Utwór wyprodukował Nvbeel oraz ilykimchi.

## Tło
Piosenka została wydana z okazji Hallowen. Utwór to potencjalny singel z nadchodzącego albumu studyjnego Ski Mask the Slump Goda. Piosenka jest jego pierwszym solowym wydawnictwem od grudnia 2021 roku kiedy to wydał utwór „Alien Sex”.
Ski początkowo zapowiedział ów piosenkę na Instagramie 18 czerwca 2022 roku. W ciągu dwóch tygodni ukazał się drugi zwiastun, a trzeci 10 września. Wreszcie 16 września opublikował wysokiej jakości finalny zwiastun piosenki na Instagramie i TikToku, pisząc:

Byłem w trasie i tworzyłem dla was nową muzykę, ale kto tego chce? .

19 października 2022 r. Ski Mask opublikował oficjalne snippety singla na swoich kontach w serwisach YouTube i SoundCloud. Potwierdził też, że tytuł piosenki to „OOGA BOOGA!”.

## Pozycje na listach
| Lista                             | Pozycja |
| --------------------------------- | ------- |
| Nowa Zelandia (Recorded Music NZ) | 26      |